# 東考社
株式会社東考社（とうこうしゃ）は、かつて埼玉県入間郡毛呂山町川角竹ノ内に所在した日本の出版社。

## 概要
1961年、漫画家を廃業した桜井昌一が、佐藤まさあきから資金を借りて創業。当初は桜井の弟であった辰巳ヨシヒロの東京都文京区白山にある自宅で営業、その後は東京都国分寺市本多に移転し、最終的には桜井の自宅であった埼玉県入間郡毛呂山町川角で営業していた。
創立当初は貸本漫画の出版社として、劇画や怪奇漫画を主に出版していた。桜井は水木しげるの才能にほれ込み多数の作品を出版。『悪魔くん』も東考社の貸本が初出である。
貸本業界が廃れた後は軽印刷機を導入し、「町の印刷屋さん」としての仕事をこなすかたわら、1975年4月から桜井文庫と銘打った文庫本シリーズを出版。水木しげるの貸本時代の復刻本などを手がけた。また、アマチュア作家の自費出版の世話をすることも多かった（特に作画グループとは縁が深い）。
埼玉県毛呂山町へ移転後も、印刷業と桜井文庫のシリーズは継続されたが、桜井の病気で事業は縮小。2003年4月4日の桜井の他界により、営業を停止した。

## 出版物
桜井文庫以後は全て自社で印刷・製本を行っている。

### 書籍
- ホームラン文庫
- ホームランコミックス
- 桜井文庫

### 雑誌
- 黒のマガジン
- 劇画No.1
- 怪奇マガジン
- 螺旋

## 登場作品
- ゲゲゲの女房

本作に登場する「北西出版」は東考社がモデルであるが、深沢洋一（長井勝一がモデル）に触発されて会社を設立した設定であり、佐藤まさあきに相当する人物はドラマに登場しない。